# Ternuvate (Zaporiyia)
Ternuvate (en ucraniano: Тернувате; en ruso: Терноватое, romanizado: Ternovátoye) es un pueblo ucraniano perteneciente al óblast de Zaporiyia. Situado en el sur del país, forma parte del raión de Zaporiyia y es centro del municipio (hromada) de Ternuvate.

## Geografía
Termuvate está en el margen izquierdo del río Haichul, 28 km al sureste de Novomikolaivka y 90 km al este de Zaporiyia.

## Historia
El asentamiento se fundó por primera vez en 1898 como un asentamiento de Gaichur (en ucraniano: Гайчур; en ruso: Гайчур), aunque otras fuentes indican que el pueblo fue fundado en 1892 con el nombre de Gaichula, por la construcción de la estación de trenes.
Durante la Segunda Guerra Mundial el pueblo estuvo bajo ocupación alemana en el periodo 1941-1943. Después de la guerra pasó a llamarse Ternuvate y el pueblo recibió el estatus de asentamiento de tipo urbano en 1957.
Hasta el 18 de julio de 2020, Ternuvate fue parte del raión de Novomikoláivka. El raión fue abolido en julio de 2020 como parte de la reforma administrativa de Ucrania, que redujo el número de raiones del óblast de Zaporiyia a cinco. El territorio del raión de Novomikoláivka se fusionó con el raión de Zaporiyia.En 2023, Ternuvate perdió el estatus de asentamiento de tipo urbano en la legislación ucraniana debido a la eliminación de este estatus administrativo.

## Demografía
La evolución de la población de Ternuvate entre 1959 y 2022 fue la siguiente:
| 3032                                                          | 1893 | 1726 | 1568 | 1461 | 1430 | 1379 | 1306 | 1250 |
| (Fuente: Cities & Towns of Ukraine y UKRAINE: Größere Städte) |      |      |      |      |      |      |      |      |

Según el censo de 2001, la lengua materna de la mayoría de los habitantes, el 95,39%, es el ucraniano; del 4,61% es el ruso.

## Infraestructura

### Transporte
Ternuvate tiene una estación de tren en la línea ferroviaria Dnipró-Berdiansk. 